# Национальный университет биоресурсов и природопользования
Национа́льный университе́т биоресурсов и природопользования (укр. Національний університет біоресурсів і природокористування)  — высшее аграрное учебное заведение Украины. С 2009 до 2014 года имело статус автономного исследовательского университета. Расположено в Киеве (Голосеевский район).

## История

### Сельскохозяйственное отделение Киевского политехнического института (1898—1918)
На рубеже XIX—XX ст. в связи с быстрым экономическим развитием Российской империи, частью которой была территория Украины, возникла острая необходимость в высокопрофессиональных специалистах, в том числе сельскохозяйственной отрасли. Важным событием для развития аграрного образования и науки стало открытие в 1898 г. cельскохозяйственного отделения в составе Киевского политехнического института (КПИ). 
Киевский политехнический институт стал первым в Российской империи многопрофильным высшим учебным заведением. Фактически он представлял собой сочетание трех учебных заведений: технологического, сельскохозяйственного и железнодорожно-транспортного институтов.
Именно сельскохозяйственное отделение КПИ и послужило основой формирования сельскохозяйственного вуза, в будущем — Украинской сельскохозяйственной академии — Национального аграрного университета — Национального университета биоресурсов и природопользования Украины (НУБиП Украины) — флагмана аграрного образования на Украине, одного из ведущих вузов аграрного профиля в мире.
Для работы на сельскохозяйственном отделении В. Л. Кирпичёв пригласил известных ученых, которые в разное время работали в лучших высших учебных заведениях Российской империи, включая и заведения аграрного профиля. В частности, здесь работали Е. П. Вотчал, П. Г. Слезкин, Н. П. Чирвинський, Ю. М. Вагнер, В. В. Колкунов, которые, заведуя кафедрами земледелия, зоотехнии и зоологии, активно совмещали педагогическую и научную деятельность. В институт также пригласили К. Г. Шиндлера — специалиста в области сельскохозяйственной техники. Именно эти ученые инициировали создание в институте специализированных учебных кабинетов. Почетным членом КПИ и лектором на сельскохозяйственном отделении был известный профессор императорского Московского университета К. А. Тимирязев.
Первым деканом стал магистр сельского хозяйства, статский советник, заслуженный профессор и заведующий кафедрой зоотехнии Н. П. Чирвинський, достижения которого вошли в сокровищницу отечественной науки.
В 1915—1917 гг. КПИ, как и ряд других высших учебных заведений, не функционировал. Обучение в вузе возобновилось в 1918 г.

### Голосеевские высшие учебные заведения (1922—1954)
Весной 1921 г. КПИ снова заработал, и в нём на агрономическом факультете уже учились 194 студента. По завершении 1921—1922 у. г. 75 человек стали его выпускниками.
1 сентября 1922 г. Агрономический факультет был переименован в Киевский сельскохозяйственный институт им. Х. Раковского (КСХИ), который в 1923 г. стал самостоятельным высшим учебным заведением.
Институт постепенно расширялся, и в 1930 г. в его состав входило уже несколько факультетов и подразделений: организации сельского хозяйства с 1927 г .; лесоинженерный с 1925 г .; агропедагогическое отделения с 1924 г .; механизации сельского хозяйства, созданный в 1929 г. на базе отдела сельскохозяйственного машиностроения Белоцерковского политехникума, переведенного в КСХИ; агрохимии и почвоведения; мелиоративно-гидротехнический с 1924 г .; культурно-технический с 1928 г .; рабочий факультет; землеустройства с 1924 г .; зоотехнический с 1923 г .; учебные хозяйства и испытательные станции. К 1929—1930 у. г. на факультетах действовали предметные комиссии, осуществлявшие учебно-методическую работу, в 1930 г. их функции перешли к кафедрам.
С 1922 г. в распоряжение КСХИ передается имение «Хутор Грушки» с опытным полем в районе «Караваевых дач». В 1922—1924 гг. КСХИ были переданы имения «Глубокая долина» в Переяславском районе Киевской области и Верховенский комбинат с агрошколой в Бердичевском округе и Сквирском уезде, где проводились исследовательская и учебно-практическая работы. С 1926 г. функционирует Голосеевская агробаза. В начале 1930 — х гг. указанные учебно-производственные хозяйства были переданы другим организациям и реорганизованы, а в КСХИ было создано учебно-опытное хозяйство, в который вошли хутора Русский, Теремки, Красный трактир. Хозяйству принадлежало 300 га пахотных земель. В 1941 г. в Теремках были молочно-товарная ферма, свиноферма, пасека, в прудах разводили рыбу.
В 1923 г. по инициативе лесничего П. Ф. Круг-Веселовского в Голосеево был заложен дендрологический сад.
В 1929 г. в КСХИ был образован факультет механизации сельского хозяйства. В 1932 г. — факультет электрификации сельского хозяйства, основателем которого был проф. С. И. Иноземцев.
В 1920-е годы Киев становится центром деревообрабатывающей промышленности Советской Украины. Благодаря усилиям E. В. Алексеева, который в это время работал в Киевском губисполкомe, в 1923 удалось открыть лесное отделение при КСХИ, в 1924 г. — лесной факультет, в 1925 г. — лесоинженерное отделение. Профессор Е. В. Алексеев занял должность декана.
В сентябре 1930 г., по решению правительства Украины произошло объединение лесного факультета ХСГИ и лесоинженерного факультета КСХИ, и на их основе образовался Украинско-Киевский лесотехнический институт.
1920 г. при КПИ было открыто ветеринарный факультет. В 1921 г., благодаря настойчивости старшего ветеринарного врача Киевского губземотдела А. К. Скороходько и начальника ветеринарного управления Киевского военного округа В. И. Стелецкого, ветеринарный факультет был реорганизован в Киевский ветеринарно-зоотехнический институт (КВЗИ) с двумя факультетами — ветеринарным и зоотехническим.
В 1930 г. от КВЗИ отделился Киевский ветеринарный институт.
В 1930 г. Голосеевские институты были разделены на целый ряд отраслевых мелких институтов. Это произошло потому, что в высшем государственном и партийном руководстве преобладали сторонники лозунга «Да здравствует узкая специализация!», и в 1930—1934 гг. КГСИ не существовал.
В конце 1934 г. директор Киевского агрохимического института И. С. Миронивский добился возвращения названия «Киевский сельскохозяйственный институт» и обосновал целесообразность объединения голосеевских институтов в единую структуру, однако присоединение части голосеевских институтов произошло лишь во второй половине 1935 г.
В годы Второй мировой войны (в частности, с 1941 по 1944) КГСИ не функционировал, однако его студенты, преподаватели и сотрудники внесли значительный вклад в оборону столицы и борьбу с фашизмом.
В апреле 1944 г. КСХИ и КЛХИ возобновили свою работу в Киеве. К началу 1945—1946 у.г. восстановили свое функционирование четыре факультета, которые существовали ранее, а также была создан пятый — плодоовощной (1945 г.).

### Украинская сельскохозяйственная академия (1954—1992)
В 1954 году Киевский сельскохозяйственный институт объединили с Киевским лесохозяйственным институтом в одно учебное заведение — Украинскую сельскохозяйственную академию (одним из инициаторов её создания был В. Ф. Пересыпкин), которая сыграла большую роль в дальнейшей организации сельскохозяйственных и лесохозяйственных образования и науки на Украине.
Первым ректором академии стал профессор П. Д. Пшеничный (1954—1957 гг.), известный ученый в области кормления сельскохозяйственных животных и технологии кормов.
По инициативе ведущих ученых этого учебного заведения Совет Министров УССР в 1956 году принял постановление о создании Украинской академии сельскохозяйственных наук. Её первым президентом стал академик П. А. Власюк. Учебная часть УАСХН была подчинена президиуму академии, а собственно сама академия находилась в подчинении Министерства сельского хозяйства УССР.
В 1957 году в состав УСХА вошел Киевский ветеринарный институт, на базе которого было создано два факультета — ветеринарный и зоотехнический.
1960—1980 годы вошли в историю учебного заведения как период расширения международных связей. В эти годы учились и окончили академию более двух тысяч иностранцев, выходцев из более чем 100 стран Азии, Европы, Африки, Индокитая, Южной и Центральной Америки, арабских стран Ближнего Востока.
С 1984 года по 2014 год академию (впоследствии реорганизованную в Национальный университет биоресурсов и природопользования Украины) возглавлял академик Национальной академии наук Украины и Национальной академии аграрных наук, доктор биологических наук, профессор, Герой Украины Д. А. Мельничук.
Украинская сельскохозяйственная академия как высшее учебное сельскохозяйственный заведение была непосредственно подчинена Министерству сельского хозяйства СССР. В 1990 году в составе академии было 11 факультетов, в структуре которых действовали около 80 кафедр.
В структуру управления академии входили также Винницкий филиал, три научно-исследовательские станции (агрономическая, мясного скотоводства, лесного хозяйства), учебное хозяйство, учебно-производственный комбинат, издательство учебной и научной литературы, ботанический сад и вычислительный центр. Среди 108 подобных вузов Союза он постоянно занимал по рейтингу 12-е место.

### Национальный аграрный университет (1992—2008)
В 1992 г. руководство Украины (Президент, Верховная Рада, Правительство) поддержали инициативу Украинской сельскохозяйственной академии как базового высшего учебного заведения в реформировании системы сельскохозяйственного образования. В августе того же года УСХА получила статус Украинского государственного аграрного университета (УДАУ), которому постановлением Верховной Рады Украины в 1994 г. присвоен статус национального. С тех пор он назывался Национальным аграрным университетом (НАУ) и с 1995 по 2014 гг. находился в функциональном управлении Кабинета Министров Украины.
В 1996 г. В состав НАУ было передано Нежинский (Черниговская область) и Бережанский (Тернопольская область) агротехнические колледжи, Ирпенский экономический техникум, Боярский, Немишаевский (Киевская область) и Залещицкий (Тернопольская область) сельскохозяйственные техникумы с сохранением за ними права юридического лица. В 1999 г. Ирпенскому и Немишаевскому техникумам по результатам аккредитации был предоставлен статус колледжей, а в 2000 г. Нежинскому и Бережанскому колледжам — статус институтов.
28-30 сентября 1998 г. Национальный аграрный университет отметил свой столетний юбилей.
Из сферы управления Министерства аграрной политики в 2004 г. как учебно-опытное хозяйство в состав НАУ был передан целостный имущественный комплекс Государственного племенного птицеводческого завода им. Фрунзе (Автономная республика Крым).
На основании распоряжения Кабинета министров Украины создан Южный филиал «Крымский агротехнологический университет» Национального аграрного университета (АР Крым, г. Симферополь, пгт. Аграрное) как структурное подразделение с отдельными правами юридического лица на базе Крымского государственного агротехнологического университета. В 2014 г. крымская часть университета, к сожалению, была аннексирована вместе с полуостровом Крым Российской Федерацией.
Также в 2004 г. принято предложение Министерства аграрной политики Украины по реорганизации Украинского научно-исследовательского института сельскохозяйственной радиологии путем присоединения его к Национальному аграрному университету. Долгое время институт возглавляет В. А. Кашпаров.
В 2005 г. к Национальному аграрному университету был присоединен Бобровицкий государственный аграрно-экономический техникум (ныне ОП НУБиП Украины «Бобровицкий колледж экономики и менеджмента им. А. Майновой»), в 2007 г. — Мукачевский государственный аграрный колледж (ныне ОП НУБиП Украины «Мукачевский аграрный колледж»).
В 2008 г. в состав НАУ передано Государственный научно-исследовательский и проектно-конструкторский институт «Консервпромкомплекс» (ныне Научно-исследовательский и проектный институт стандартизации и технологий экобезопасной и органической продукции, г. Одесса).

### Национальный университет биоресурсов и природопользования Украины
В 2008 г. Национальный аграрный университет был переименован в Национальный университет биоресурсов и природопользования Украины (НУБиП Украины).
Университет в соответствии со статусом высших учебных заведений имеет IV уровень аккредитации, является учреждением исследовательского типа, которое осуществляет образовательную, научно-исследовательскую, научно-инновационную, учебно-производственную и информационно-консультационную деятельность, направленную на разработку современных проблем науки о жизни и окружающей среде, использования, воспроизводства и сбалансированного развития биоресурсов наземных и водных экосистем, внедрения новейших природоохранных агро- и биотехнологий, технологий возрождения безопасности и плодородности почв, энергосберегающих агротехнологий, экологического и правового менеджмента в сельской местности, осуществления мониторинга и контроля за соблюдением стандартов, качеством и безопасностью сельскохозяйственной продукции, продуктов её переработки и окружающей среды.
В 2010 г. создано структурное подразделение университета  Учебно-научно-инновационный центр новейшей сельскохозяйственной техники и технологии с конструкторско-технологическим бюро. 
В состав университета входят межкафедральные учебные лаборатории, созданные в 2015 г. на базе Таращанского агротехнического, Лубенского лесотехнического, Малинского лесотехнического колледжей, «Мукачевский аграрный колледж», «Бобровицкий колледж экономики и менеджмента им. А. Майновой», «Бережанский агротехнический институт».
В 2010 г. Национальному университету биоресурсов и природопользования Украины предоставлен статус самоуправляющегося (автономного) исследовательского национального университета.
В 2014 г. ректором избран Станислав Николаевич Николаенко — профессор, доктор педагогических наук, член-корреспондент Национальной академии педагогических наук Украины, академик Российской академии образования, заслуженный работник образования Украины.
Согласно с Законом Украины «О высшем образовании» и положением «Об образовательно-квалификационных уровнях (ступенчатое образование)» в НУБиП Украины подготовка специалистов осуществляется по ступенчатой системе. НУБиП Украины осуществляет подготовку специалистов образовательно-квалификационных уровней «младший специалист» по 33 специальностям (в ОП НУБиП Украины I—II уровней аккредитации),  «бакалавр» — 29 направлениям, «специалист»  — 20 специальностям, «магистр»  — 51 специальности. Согласно тематическому плану, сегодня[когда?] выполняются 23 фундаментальные, 63 прикладные и 123 инициативные научные исследования на общую сумму более 20 млн гривен. Только за 2014 ученые получили 259 патентов, а в производство ввели более 500 разработок.
В НУБиП Украины функционирует 20 специализированных ученых советов, из их числа — 15 докторских и 5 кандидатских в 7 отраслях науки по 46 специальностям.
Университет имеет 19 научных изданий — научный журнал «Биоресурсы и природопользование», электронный журнал «Научные доклады НУБиП Украины». Совместно с другими учредителями выдаются научный журнал «Микробиологический журнал», электронный профессиональный журнал по техническим наукам «Энергетика и автоматика», научно-производственные журналы «Современное птицеводство» и «Учет и финансы АПК», научно-практический журнал «Продовольственная индустрия АПК». Также начато издание международного электронного журнала «Биоресурсы планеты и качество жизни».
Ученые университета принимают участие в работе съездов, конференций и семинаров, проводимых другими учебными и научными заведениями как Украины, так и за рубежом. По результатам Всеукраинского консолидированного рейтинга университетов Украины в 2014 г. НУБиП занял 12-е место, а в 2015 г. — 9-е .
В 2018 году на Украине предполагалось празднование 120 лет со времени основания университета (май 1898).
18 сентября 2018 года в Университете Саламанки (Саламанка, Испания) ректор НУБиП Украины Станислав Николаенко подписал Великую Хартию Университетов (Magna Charta Universitatum).

## Структурные подразделения
Учебно-научные институты
- УНИ энергетики, автоматики и энергосбережения
- УНИ лесного и садово-паркового хозяйства
- УНИ последипломного образования

Факультеты
- Аграрного менеджмента
- Агробиологический
- Ветеринарной медицины
- Гуманитарно-педагогический
- Экономический
- Защиты растений, биотехнологий и экологии
- Землеустройства
- Информационных технологий
- Конструирования и дизайна
- Механико-технологический факультет
- Животноводства и водных биоресурсов
- Пищевых технологий и управления качеством продукции АПК
- Юридический

Кафедры
- Военной подготовки

Южный филиал
- Крымский агротехнологический университет

Колледжи
- Бахчисарайский колледж строительства, архитектуры и дизайна
- Бережанский агротехнический колледж
- Бобровицкий колледж экономики и менеджмента им. А. А. Майновой
- Боярский колледж экологии и природных ресурсов
- Залещицкий аграрный колледж им. Е. Храпливого
- Ирпенский экономический колледж
- Крымский агропромышленный колледж
- Крымский техникум гидромелиорации и механизации сельского хозяйства
- Мукачевский аграрный колледж
- Немишаевский агротехнический колледж
- Нежинский агротехнический колледж
- Прибрежненский аграрный колледж
- Ровенский колледж НАУ Украины

Опытные станции и учебно-опытные хозяйства
- ОП НУБиП Украины «Агрономическая опытная станция»
- ОП НУБиП Украины «Боярская лесная опытная станция»
- ОП НУБиП Украины «Великоснитинское учебно-опытное хозяйство им. О. В. Музыченка»
- ОП НУБиП Украины "Учебно-опытное хозяйство «Ворзель»
- ОП НУБиП Украины Государственное предприятие «Учебно-опытный племенной птицеводческий завод им. Фрунзе» (АР Крым)

Научно-исследовательские подразделения
- REEFMC

Учебно-научные центры
- ННЦ практического обучения студентов

Научно-исследовательские институты
- НИИ технологий и качества продукции животноводства
- НИИ растениеводства и почвоведения
- Научно-исследовательский и проектный институт стандартизации и технологий экобезопасной и органической продукции, г. Одесса
- НИИ фитомедицины, биотехнологий и экологии
- НИИ лесоводства и декоративного садоводства
- НИИ экономики и менеджмента
- НИИ здоровья животных
- Научно-исследовательский институт техники и технологий